# Mondo senza fine (miniserie televisiva)
Mondo senza fine (World Without End) è una miniserie televisiva in otto puntate basata sull'omonimo romanzo di Ken Follett. È il seguito della miniserie del 2010 I pilastri della Terra, anch'essa basata su un romanzo di Follett. Mondo senza fine è ambientato circa 200 anni dopo I pilastri della Terra e segue le vicende dell'immaginaria città inglese di Kingsbridge durante l'inizio della guerra dei cent'anni e lo scoppio della peste nera. Gli interpreti principali sono Cynthia Nixon, Miranda Richardson, Ben Chaplin, Peter Firth, Charlotte Riley e Tom Weston-Jones. La miniserie costituisce un adattamento del romanzo ma presenta alcune differenze, in particolare l'assenza di alcuni personaggi ed un diverso svolgersi di determinate vicende. 
La miniserie è prodotta da Tandem Communications, Scott Free Productions, Take 5 Productions e Galafilm. Le riprese si sono svolte in Ungheria, Slovacchia e Austria. Tra i produttori esecutivi vi sono Ridley e Tony Scott, Rola Bauer, David W. Zucker, Tim Halkin, Jonas Bauer e John Weber. John Pielmeier ha adattato la sceneggiatura e Michael Caton-Jones ha diretto tutte e otto le puntate.

## Trama
Ambientata in Inghilterra nel XIV secolo, la miniserie segue la vita dei cittadini di Kingsbridge nel periodo in cui il re conduce la nazione nella guerra dei cent'anni contro la Francia, e mentre in Europa sta scoppiando la peste nera. Caris, una donna dal carattere intraprendente, e il suo amante Merthin creano una comunità che resiste alle contrapposizioni della Corona e della Chiesa.

## Puntate
| nº | Titolo originale | Prima TV Canada   | Prima TV Italia  |
| -- | ---------------- | ----------------- | ---------------- |
| 1  | Knight           | 4 settembre 2012  | 11 novembre 2012 |
| 2  | King             | 11 settembre 2012 | 11 novembre 2012 |
| 3  | Prior            | 18 settembre 2012 | 18 novembre 2012 |
| 4  | Check            | 25 settembre 2012 | 18 novembre 2012 |
| 5  | Pawns            | 2 ottobre 2012    | 25 novembre 2012 |
| 6  | Rook             | 9 ottobre 2012    | 25 novembre 2012 |
| 7  | Queen            | 16 ottobre 2012   | 2 dicembre 2012  |
| 8  | Checkmate        | 23 ottobre 2012   | 2 dicembre 2012  |

## Produzione
Acquistando da Ken Follett i diritti per I pilastri della Terra, Tandem Communications si è anche assicurata il diritto di negoziare un accordo per Mondo senza fine, il seguito del primo romanzo. Il progetto è stato annunciato nel dicembre del 2010. La miniserie Mondo senza fine è stata prodotta da Tandem con Scott Free Productions, Take 5 Productions e Galafilm. John Pielmeier, che ha adattato anche I pilastri della Terra, ha scritto la sceneggiatura. Michael Caton-Jones ha ottenuto la regia della miniserie nel marzo del 2011.
Le audizioni per i ruoli principali sono terminate nel giugno del 2011 e le riprese sono iniziate un mese dopo in diverse località d'Europa. Hanno avuto luogo principalmente in Ungheria, mentre un'intera città medievale è stata costruita in un backlot di 12.000 metri quadrati. Altre nazioni usate per le riprese sono state la Slovacchia e l'Austria.

## Distribuzione
Mondo senza fine è stato acquistato da Sat.1 in Germania, da Channel 4 nel Regno Unito, da Shaw Media in Canada, da Cuatro in Spagna, da ORF in Austria, da Sky Cinema 1 in Italia e da TV2 in Ungheria. Negli Stati Uniti Starz, che ha trasmesso I pilastri della Terra, non ha raggiunto un accordo con Tandem per la messa in onda della miniserie, che è stata invece acquistata da Reelz.
La miniserie è stata trasmessa in prima visione in Canada dal 4 settembre 2012 sul canale Showcase, mentre negli Stati Uniti è andata in onda su Reelz dal 17 ottobre 2012.
In Italia è stata trasmessa su Sky Cinema 1 dall'11 novembre al 2 dicembre 2012 e dal 2 febbraio 2014 su LA7.